# جورج إف. ستيرنبيرغ
جورج إف. ستيرنبيرغ (بالإنجليزية: George F. Sternberg)‏ هو إحاثي أمريكي، ولد في 26 أغسطس 1883 في لورانس في الولايات المتحدة، وتوفي في 23 أكتوبر 1969.